# Ettore Bortolotti
Ettore Bortolotti   (Bolonya, 6 de març de 1866 - Bolonya, 17 de febrer de 1947) va ser un matemàtic italià que va treballar en història de les matemàtiques.

## Vida i obra
Bortolotti va estudiar matemàtiques a la universitat de Bolonya on va ser deixeble dels professors Salvatore Pincherle i Cesare Arzelà. El primer va dirigir la seva tesi (1889) i del segon va editar els seus apunts de classe de teoria de Galois (1887). Després de ser assistent de Pincherle i de donar classes al institut de Modica (Sicília), va completar els seus estudis a París el curs 1892-1893.
De 1893 a 1900 va ser professor a Roma i de 1900 a 1919 va ser professor de la universitat de Mòdena. El 1919, i fins a la seva jubilació el 1936, va ser professor de geometria analítica de la seva universitat d'origen: Bolonya.
Bortolotti, juntament amb Gino Loria, són els dos historiadors de les matemàtiques italians més importants de la primera meitat del segle xx. L'obra de Bortolotti, no exempta de cert nacionalisme italià, se centra sobre tot en els matemàtics de la universitat de Bolonya: Scipione del Ferro, Cataldi, Torricelli, Fibonacci. Les seves obres més importants en aquest aspecte van ser l'edició de les obres escollides de Paolo Ruffini i la publicació dels llibres IV i V de la L'Algebra de Rafael Bombelli, que havien quedat sense publicar el 1572 a la mort de Bombelli i dels quals va descobrir els manuscrits.
El 1923 va ser un dels fundadors de la Unione Matematica Italiana de la qual va ser escollit secretari.